# Crash (zespół muzyczny)
Crash – polski jazz-rockowy zespół muzyczny założony w 1976 roku we Wrocławiu.
Założyli go byli muzycy Spisku Sześciu: Zbigniew Czwojda, Andrzej Pluszcz i Adam Bielawski.

## Historia
Pierwszy skład zespołu tworzyli:
- Zbigniew Czwojda – lider, trąbka
- Władysław Kwaśnicki – saksofon altowy
- Stanisław Zybowski – gitara
- Juliusz Mazur – fortepian
- Andrzej Pluszcz – gitara basowa
- Adam Bielawski – perkusja

Muzycy ci współpracowali dotychczas z takimi grupami, jak: Spisek Sześciu (Czwojda, Pluszcz, Bielawski), Big Band „Wrocław” (Czwojda, Pluszcz, Bielawski), Integracja (Zybowski), Jumbo Jazz Band (Mazur). W październiku tegoż roku grupa Crash zadebiutowała udanym występem na Międzynarodowym Festiwalu Muzyki Jazzowej Jazz Jamboree w Warszawie. Od tej pory zespół wielokrotnie występował na festiwalach jazzowych i w klubach w Polsce (Kalisz, Kraków, Lublin, Warszawa, Wrocław), a także za granicą (Hiszpania, RFN, Dania, Szwecja, Belgia, Holandia, Szwecja, Finlandia, Austria, Węgry, Francja, Szwajcaria, ZSRR, Czechosłowacja). 
W 1977 zdobył I nagrodę na II Międzynarodowym Festiwalu Jazzowym w San Sebastián (w kategorii zespołów jazzu nowoczesnego), co stworzyło możliwość późniejszych wyjazdów formacji do Hiszpanii, a także wspólne występy, m.in. z Sonny Rollinsem. Grupa Crash uznana została przez redaktora naczelnego brytyjskiego pisma Melody Maker za najlepszą grupę jazz-rockową w Europie. 
W 1977 roku miejsce Bielawskiego zajął Zbigniew Lewandowski, natomiast wiosną 1978 roku współpracę z grupą rozpoczęła wokalistka Grażyna Łobaszewska (ex-Ergo Band). W latach 1977–1978 i w 1981 zespół wystąpił w koncertach głównych na Jazz Jamboree z Orkiestrą Symfoniczną Filharmonii Bałtyckiej pod dyrekcją Tadeusza Chałaja. W lutym 1979 roku odszedł jego założyciel – Z. Czwojda (wyjechał do Stanów Zjednoczonych). 
W tym samym roku Crash wziął udział w nocnym koncercie Jazz by night, który odbył się 13 lipca 1979 roku, w ramach legendarnego I Muzycznego Campingu w Lubaniu, a także w drugiej edycji imprezy, w koncercie zatytułowanym JAZZ II, który odbył się 6 lipca 1980 roku. 
Zespół wystąpił obok takich wykonawców jak, m.in.: Kwartet Jana „Ptaszyna” Wróblewskiego, Krystyna Prońko, The Quartet (w składzie: Sławomir Kulpowicz, Tomasz Szukalski, Paweł Jarzębski, Janusz Stefański), Laboratorium, czy Breakwater. 
W późniejszym okresie Z. Lewandowski został zastąpiony przez Wojciecha Morawskiego, którego z kolei zastąpił Marek Surzyn, a następnie Ireneusz Nowacki. Okresowo z zespołem współpracowali także perkusiści: Ryszard Kupidura (ex-Maanam) i José Torres. W 1985 roku grupa Crash przestała istnieć, zaś w 2017 została reaktywowana w składzie: Juliusz Mazur (lider; keyboard), Romuald Frey (gitara), Władysław Kwaśnicki (saksofon), Tomasz Grabowy (gitara basowa), José Torres (instrumenty perkusyjne), Zbigniew Lewandowski (perkusja) oraz Natalia Lubrano (śpiew; gościnnie).

## Dyskografia

### Albumy
- 1978 – Crash (MC, Wifon NK-529)
- 1979 – Senna opowieść Jana B. (LP, Muza SX-1782)
- 1982 – Everyday is a Trial (JA&RO 005), reedycja kompaktowa w 1996 roku
- 1983 – Live is brutal (MC, Rogot STC-1008)
- 1983 – Something Beautiful But Not Expensive (LP, Ja&Ro 4115)
- 2020 – Crash (CD, GAD Records, GAD CD 125), reedycja kasety magnetofonowej z 1978 roku zawierająca 4 dodatkowe nagrania[12]

### Kompilacje
- 1977 – Jazz nad Odrą '77 – Laureaci (LP, PolJazz Z-SX-0648)
- 1978 – Opole'78 (MC, Wifon NK 507)
- 1980 – Bratislavské Džezové Dni 1978 (2 LP Opus 9115 0871 - 72)[13]
- 1984 – Music from Poland '84 (LP, ZPR-001/2)
- 2002 – Jazz w Polsce - Antologia (6 CD, Polskie Radio PRCD 271-276)[1]
- 2008 – Why not samba (LP i CD, Muza SX-4006/PNCD 1223)
- 2011 – Off season (CD, Muza PNCD 1337)
- 2018 – Kakadu (Lost Tapes: 1977–1978) (LP, Sound by Sound, SBS-003-LP)[14]

### Single
- 1978 – Michałek / Pejzaże (SP, Tonpress S-137)
- 1983[15]  – Needle of love / Trio (SP, JA&RO Records 354192)

### Wybrany repertuar
- Michałek (komp. Z. Czwojda)
- Pejzaże (muz. J. Mazur, sł. N. Zataj, Z. A. Malinowski)
- Baśń o brzydkim kaczątku (komp. Z. Czwojda)
- Końcówka Banderoli (komp. Z. Czwojda)
- Akalei (komp. J. Mazur)
- Senna opowieść Jana B. (muz. J. Mazur, sł. J. Cygan)
- W najprostszych gestach (muz. B. Bruszewska, sł. J. Cygan)
- Needle of Love (muz. S. Zybowski, J. Mazur, sł. P. Brodowski)